# Universitat de Stavanger
La Universitat de Stavanger és una universitat noruega amb seu a Stavanger. Va ser inaugurada oficialment per SM el Rei Harald el 17 de gener de 2005.
Té prop de 8500 estudiants i 1200 professors i personal de servei.